# Orlandina Basket 2005-2006
L'Orlandina Basket 2005-2006 prende parte al suo primo campionato di Serie A. Sponsorizzata dall'Upea, conclude in sedicesima posizione, ottenendo la salvezza alla penultima giornata di campionato.

## Verdetti stagionali
- Serie A:
  - stagione regolare: 16º posto su 18 squadre (10-24);

## Roster
| Giocatori |
| --------- |

|    | Naz.                   | Ruolo | Sportivo            | Anno | Alt. |  |  |
| -- | ---------------------- | ----- | ------------------- | ---- | ---- |  |  |
| 4  | Svezia (bandiera)      | P     | Mats Levin          | 1977 | 188  |  |  |
| 5  | Italia (bandiera)      | G     | Giampaolo Valenti   | 1979 | 183  |  |  |
| 7  | Svezia (bandiera)      | AG    | Oluoma Nnamaka      | 1978 | 200  |  |  |
| 8  | Lettonia (bandiera)    | A     | Kristaps Janičenoks | 1983 | 195  |  |  |
| 9  | Italia (bandiera)      | P     | Juan Manuel Fabi    | 1982 | 191  |  |  |
| 12 | Slovenia (bandiera)    | AG    | Sanjin Kastmiler    | 1982 | 205  |  |  |
| 14 | Stati Uniti (bandiera) | G     | Keith Carter        | 1976 | 194  |  |  |
| 15 | Stati Uniti (bandiera) | P     | Marque Perry        | 1981 | 186  |  |  |
| 16 | Italia (bandiera)      | C     | Phil Ramelli        | 1981 | 209  |  |  |

| Staff tecnico                             |
| ----------------------------------------- |
| Allenatore: Giovanni Perdichizzi          |
| Assistente: Antonino Coppolino            |
| Assistente: Ugo Ducarello                 |
| Preparatore atletico: Giuseppe Ferrarotto |
| Fisioterapista: Stefano Tatonetti         |

| Giocatori acquisiti a stagione in corso |
| --------------------------------------- |

| N° | Naz.                | Ruolo | Sportivo                                  | Anno | Alt. |  |
| -- | ------------------- | ----- | ----------------------------------------- | ---- | ---- |  |
| 6  | Italia (bandiera)   | G     | Vincenzo Esposito (dal 10 marzo)          | 1969 | 194  |  |
| 11 | Bulgaria (bandiera) | C     | Vassil Evtimov (dal 15 febbraio)          | 1977 | 205  |  |
| 13 | Grecia (bandiera)   | C     | Agron Xiarchos (dal 20 gennaio)           | 1981 | 212  |  |
| 20 | Lituania (bandiera) | AC    | Virginijus Praškevičius (dal 16 novembre) | 1974 | 206  |  |
|    | Italia (bandiera)   | A     | Juan Manuel Moltedo (dal 27 gennaio)      | 1974 | 200  |  |

| Giocatori ceduti a stagione in corso |
| ------------------------------------ |

| N° | Naz.                   | Ruolo | Sportivo                      | Anno | Alt. |  |
| -- | ---------------------- | ----- | ----------------------------- | ---- | ---- |  |
| 6  | Inghilterra (bandiera) | C     | Mike Bernard (fino al 2 dic.) | 1978 | 206  |  |
| 13 | Serbia (bandiera)      | C     | Dušan Jelić (fino al 2 mar.)  | 1975 | 211  |  |

| Under aggregati alla prima squadra |
| ---------------------------------- |

|  | Naz.              | Ruolo | Sportivo         | Anno | Alt. |  |  |
|  | ----------------- | ----- | ---------------- | ---- | ---- |  |  |
|  | Italia (bandiera) | G     | Giuseppe Sindoni | 1988 | 182  |  |  |
|  | Italia (bandiera) | G     | Antonio Fazio    | 1990 | 190  |  |  |